# Raymond Debenedetti
Raymond Debenedetti, né à Lyon le 26 novembre 1901 et mort à Paris le 24 janvier 1969, est un médecin militaire français.
Médecin général inspecteur, il est directeur des services de santé de 1956 à 1962, avant de devenir le premier directeur central du Service de santé des armées de  1962 jusqu'à sa retraite en 1963. Membre de l'Académie nationale de médecine, il est ensuite président de la Croix-Rouge française de 1967 à sa mort en 1969.

## Biographie

### Origine et formation
Né à Lyon, Raymond Debenedetti entre à l'École du service de santé des armées de cette même ville le 3 novembre 1920,. Après avoir soutenu sa thèse, il est nommé médecin aide-major de 1re classe (lieutenant) le 30 décembre 1924. Il fait ensuite un stage à l'école d'application du Service de santé militaire de novembre 1925 à juillet 1926, qu'il termine quatrième de sa promotion.

### Carrière militaire
Raymond Debenedetti commence sa carrière en tant qu'assistant des hôpitaux militaires, dans le laboratoire régional de bactériologie du service des contagieux de l'hôpital militaire Sédillot de Nancy. En 1927, promu médecin-major de 2e classe (capitaine), il est affecté en Algérie, au 1er régiment étranger de Sidi Bel Abbès, où il est reçu à l'assistanat des hôpitaux militaires l'année suivante. Son affectation suivante le conduit à Saint-Germain-en-Laye au 1er bataillon de dragons portés (qui devient le 1er régiment de dragons en 1937). Il y mène des recherches sur la cuti-réaction à la tuberculine dans l'armée. Le 8 novembre 1934, il est nommé chef du service de médecine de l'hôpital militaire Scrive à Lille, où il est promu médecin commandant le 25 mars 1938,. Il est ensuite désigné pour assurer le fonctionnement de l'hôpital militaire Villa Alsacia à Royat du 11 mai au 1er octobre 1939.
Au début de la seconde Guerre mondiale, il prend part à la campagne de France au sein des ambulances médicales du 1er corps d'armée. Le 1er janvier 1941, il est nommé médecin-chef (directeur) de l'hôpital militaire Saint-Gabriel de Clermont-Ferrand, installé dans les locaux de l'école des Gravouses. La citation à l'ordre de l'armée qui accompagne sa croix de guerre 39-45 indique : « il fait de cet établissement un véritable foyer de résistance où toutes les victimes des Allemands et de Vichy sont assurées de trouver un refuge ». Cette même citation révèle qu'il entre en contact direct avec les chefs de la Résistance à partir de la fin de l'année 1941. Il est nommé responsable sanitaire de l'Auvergne au sein des Forces françaises combattantes en août 1943 et, membre du réseau « base Espagne », il organise un service de santé clandestin pour le maquis. Inquiété par la Gestapo et Vichy, il doit fuir la France et rejoint l'Afrique du nord via l'Espagne où il est interné dans le au camp d'Urberragua en 1943.
Nommé médecin lieutenant-colonel, il sert en tant que  chef du bureau technique puis chef de l'état-major du médecin général inspecteur Lucien Jame, directeur du Service de santé des troupes du Maroc puis de l'ensemble de l'Afrique du nord. Le 4 septembre 1944, Raymond Debenedetti est nommé directeur général du Service de santé du Commissariat à la guerre et promu médecin général,. Il participe au débarquement de Provence et à la Libération.
Après la guerre, il crée en 1947 le Centre national de transfusion sanguine, rue Alexandre-Cabanel à Paris, un des établissements prédécesseurs de l'Établissement français du sang. Il dirige ensuite le service de santé de la 4e région militaire à Bordeaux en 1949 et promu médecin général inspecteur en 1953.

### Directeur central du Service de santé des armées
Le médecin général inspecteur Raymond Debenedetti est nommé directeur des Services de santé en juin 1956. Il succède au médecin général inspecteur Alfred Reilinger,. A ce poste, il commande les services de santé des armées de Terre, Air et Mer ; le 3 septembre 1962, la fusion de ces derniers avec le Service de santé des Colonies fait de Raymond Debenedetti le premier directeur central du Service de santé des armées.
Raymond Debenedetti est l'artisan de la fusion des différents services de santé en un seul Service de santé des armées ; il assure également le renforcement des moyens de recherche de son service. Il inaugure notamment le Centre de transfusion sanguine des armées le 1er juin 1961 à l'hôpital d'instruction des armées Percy de Clamart. En outre, il mène un total de huit tournées d'inspection dans les territoires de l'Algérie et du Sahara pendant la guerre d’Algérie entre juin 1956 et juin 1961, ce qui lui permet de « suivre les évolutions du conflit algérien et de prendre les décisions nécessaires à l'adaptation du Service, de ses missions et de ses moyens ». Il porte une attention particulière à la situation des personnels et aux soins apportés aux blessés et malades civils et militaires, français et algériens.
Membre correspondant de l'Académie nationale de médecine depuis le 15 novembre 1955, il est élu académicien lors de la séance solennelle du 25 novembre 1958. Sa cérémonie de réception et la remise de son épée ont lieu le 28 janvier 1960.
Il est élevé à la dignité de grand officier de l'ordre national de la Légion d'honneur par le général de Gaulle, président de la République, en juillet 1963. Il fait ses adieux aux armes le 14 novembre 1963 et est admis en deuxième section le 26 novembre suivant. Son successeur au poste de directeur central du Service de santé des armées est le médecin général inspecteur Louis-Armand Petchot-Bacqué.

### Carrière dans le milieu civil
Raymond Debenedetti est nommé conseiller d'État en service extraordinaire à la fin de l'année 1963. En novembre 1966, il fonde la Société de thanatologie française,.
Il est ensuite élu président de la Croix-Rouge française le 14 juin 1967 en remplacement d'André François-Poncet.

### Décès et hommages
Il tombe malade à la fin de l'année 1968, et meurt à l'issue de soixante-dix jours de coma à l'hôpital d'instruction des armées du Val-de-Grâce. Ses obsèques ont lieu dans la cathédrale Saint-Louis-des-Invalides.
La promotion 1971 de l'École du service de santé militaire porte son nom.

## Décorations
|  |  |  |
|  |  |  |
|  |  |  |

### Intitulés
La liste des décorations de Raymond Debenedeti est donnée dans son dossier de Légion d'honneur, consultable sur la base Léonore.
- Grand officier de la Légion d'honneur (9 juillet 1963)
  -  Commandeur de la Légion d'honneur (17 août 1955)
  -  Officier de la Légion d'honneur (24 juin 1946)
  -  Chevalier de la Légion d'honneur (7 juillet 1945)
- Croix de guerre 1939–1945, palme de bronze (7 juillet 1945, avec citation à l'ordre de l'armée)
- Médaille de la Résistance française, avec rosette (24 avril 1946)
- Médaille des évadés (6 juin 1946)
- Croix du combattant volontaire de la guerre de 1939–1945 (22 août 1957)
- Ordre de l'Empire britannique (1945, avec citation).
- Legion of Merit (1945, avec citation).

## Ouvrages
- Raymond Debenedetti, Fibromes utérins et tumeurs ovariennes (essai clinique et thérapeutique), Université de Lyon (thèse de doctorat en médecine), 1924.
- Raymond Debenedetti, « Le Service de santé », La France et son Empire dans la guerre, éditions littéraires de France,‎ 1947.
- Raymond Debenedetti, La médecine militaire, coll. Que sais-je ?, Presses universitaires de France, 1961 (1re éd.) et 1967 (2e éd.).